# Ernst-Ludwig-Schule (Worms)

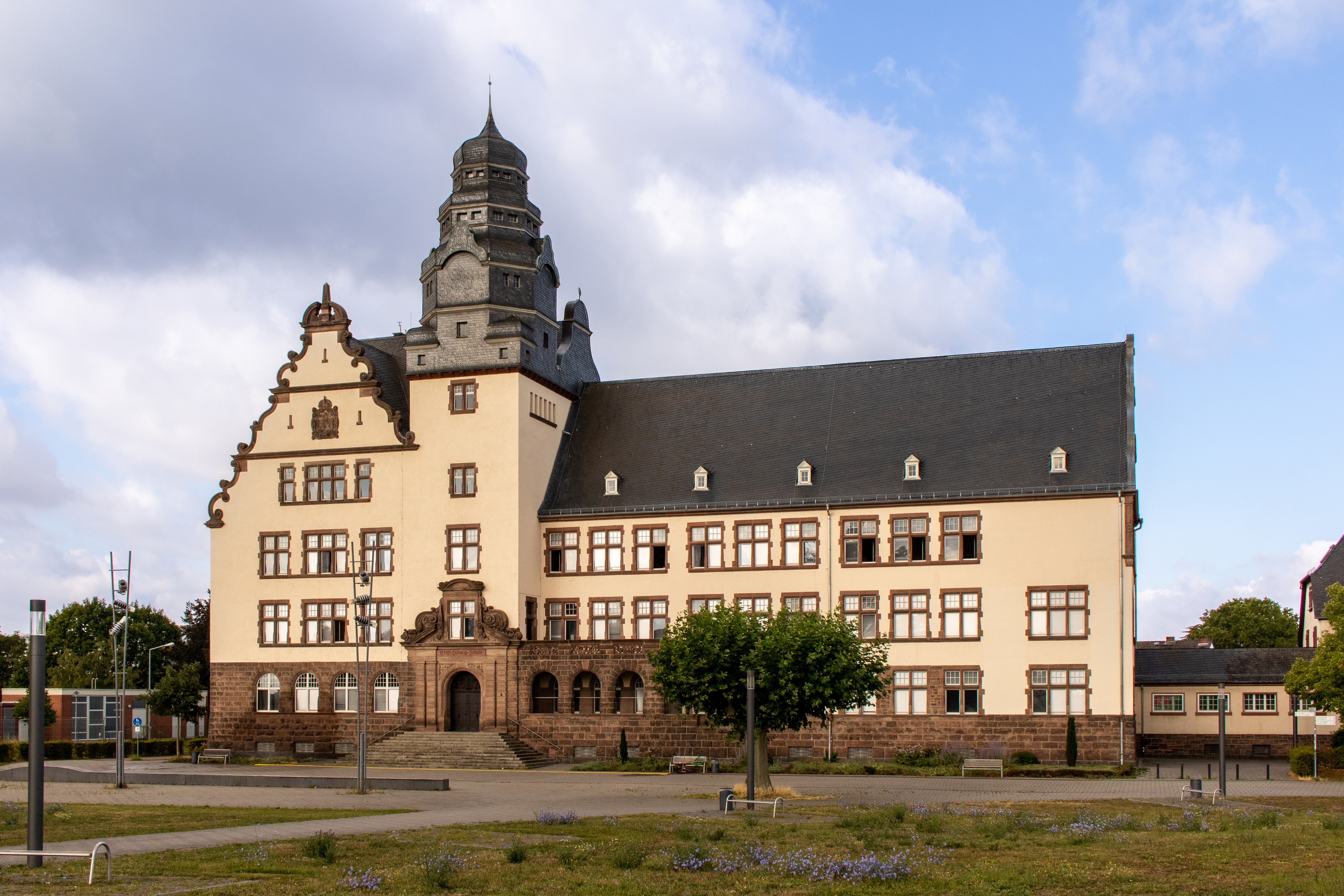
Ernst-Ludwig-Schule in Worms

Die Ernst-Ludwig-Schule ist eine Grundschule in einem historischen, unter Denkmalschutz stehenden Schulgebäude im rheinland-pfälzischen Worms.

## Geschichte
Ursprünglich als Neubau für das Gymnasium der Stadt Worms errichtet, wurde der Bau, der am Stadteingang von Worms, unmittelbar angrenzend an die den Rhein überquerende Nibelungenbrücke liegt, am 2. Dezember 1905 seiner Bestimmung übergeben. Fortan beherbergte das repräsentative Gebäude das altsprachliche Gymnasium.
Im Zweiten Weltkrieg wurde das Gebäude im Jahr 1940 durch eine Fliegerbombe, die im Dach einschlug, schwer beschädigt. Anschließend wurde der Bau von Truppen der deutschen Wehrmacht besetzt. Nach dem Ende des Zweiten Weltkrieges wurde der Bau von amerikanischen Besatzungstruppen für eine kurze Zeit als Lazarett genutzt. Bereits im Oktober 1945 ging, nach aufwändigen Reparatur- und Aufräumarbeiten, der Schulbetrieb weiter.
1977 zog das Gymnasium, jetzt mit dem Namen „Rudi-Stephan-Gymnasium“, in das Bildungszentrum in der Von-Steuben-Straße um. Fortan beherbergt der Bau eine Grundschule und heißt bis heute „Ernst-Ludwig-Schule“, benannt nach dem Großherzog Ernst Ludwig.
In den Jahren 2015 bis 2019 musste die Schulgemeinschaft aufgrund umfangreicher Sanierungsarbeiten das Gebäude verlassen. Der Unterricht wurde dafür in Containter auf dem Gelände der Staudinger-Schule in Worms-Neuhausen verlegt.

## Architektonische Beschreibung

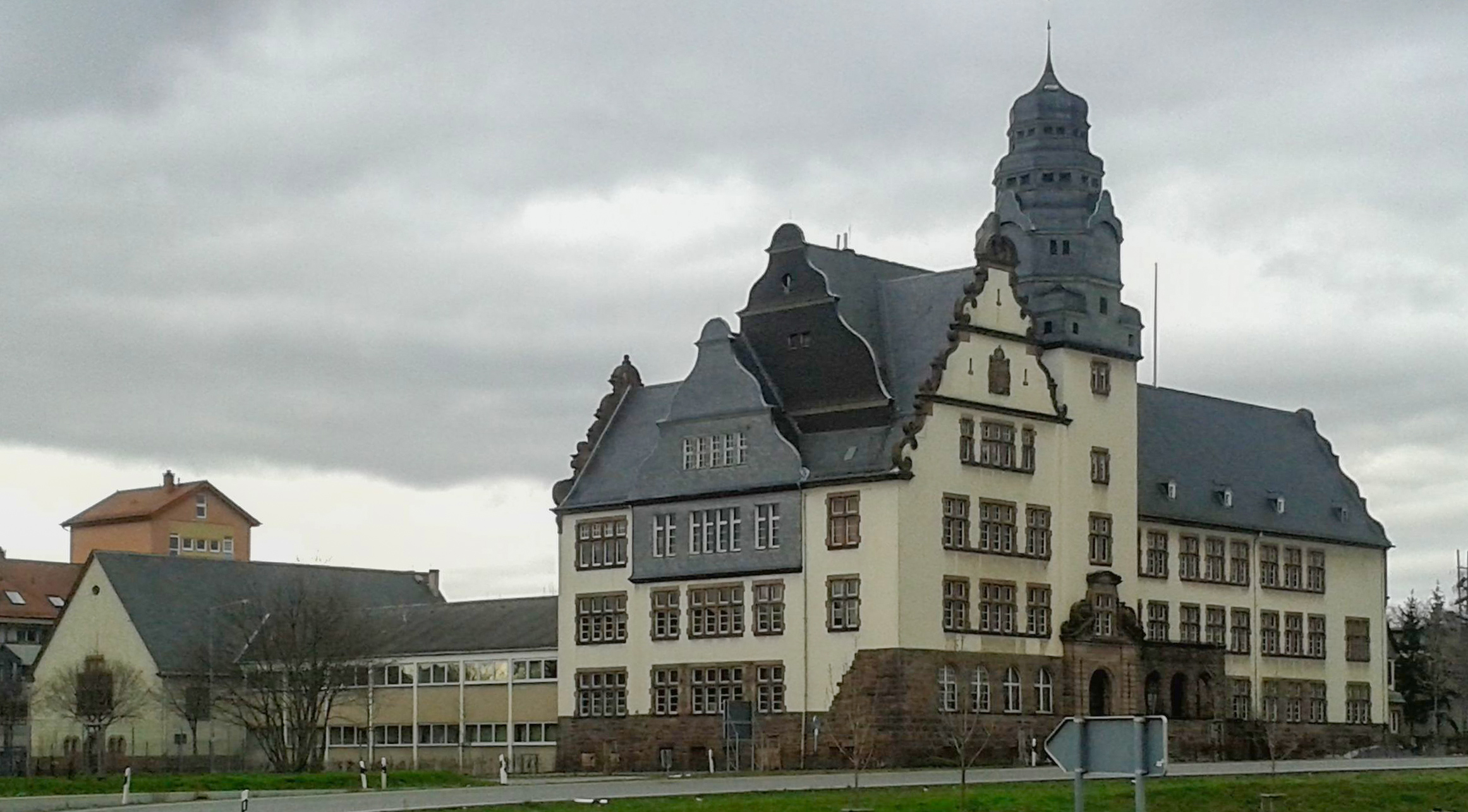
Südöstliche Ansicht: links die Turnhalle, mittig der Erweiterungsbau, rechts das Hauptgebäude

Es handelt sich um einen repräsentativen Bau der Neorenaissance auf einem L-förmigen Grundriss mit einem Turm, der nach Entwürfen des früheren Wormser Stadtbaumeisters Karl Hofmann und des Regierungsbaumeisters Alexander Beer ausgeführt wurde. Neben dem Schulgebäude steht an der Schauseite zum Rhein das landhausartige Direktorenwohnhaus, rückwärtig an der Gießenstraße das eingeschossige Hausmeisterhaus. 
Der historische Gebäudebestand wurde nach dem Zweiten Weltkrieg um einen Erweiterungsbau an der Kyffhäuserstraße ergänzt. Durch diese Maßnahme wurde die bis dahin separat stehende Turnhalle mit dem Schulgebäude verbunden.
Das Schulgebäude prägt das Wormser Stadtbild maßgeblich, da es nach der Überquerung der Nibelungenbrücke dem Besucher, der aus dem östlich gelegenen Bundesland Hessen nach Worms kommt, als Erstes ins Auge fällt.
Im Schulgebäude befindet sich ein Kriegerdenkmal, das an die im Ersten Weltkrieg gefallenen zwei Lehrer und zwölf Schüler erinnert.